# Federico Bocchia
Federico Bocchia, född 24 oktober 1986 i Parma, är en italiensk simmare.
Bocchia tävlade för Italien vid olympiska sommarspelen 2016 i Rio de Janeiro, där han blev utslagen i försöksheatet på 50 meter frisim.